# Parlamentswahl in Äthiopien 1995
Die Parlamentswahlen in Äthiopien von 1995 waren die ersten Wahlen seit der Einrichtung des Volksrepräsentantenhauses und zugleich die ersten allgemeinen Wahlen überhaupt in der Geschichte Äthiopiens.
Nachdem der Diktator Mengistu Haile Mariam das Land verlassen hatte, wurde im Juli 1991 eine nationale Konferenz einberufen, welche zur Übergangsregierung Äthiopiens führte. Die Wahlen wurden am 5. Januar 1995 von der Nationalen Wahlbehörde Äthiopiens organisiert und zogen sich vom 7. Mai bis zum 18. Juni des Jahres 1995 hin. Die Wahlen in den Regionen Afar, Somali und Harar wurden auf den 18. Juni verschoben, um erfahrenes Personal für die Lösung möglicher Konflikte und Unregelmäßigkeiten aufzubringen.
Obwohl es die erste Mehrparteien-Parlamentswahl Äthiopiens war, haben zahlreiche oppositionelle Parteien die Parlamentswahlen boykottiert, darunter auch die Oromo-Befreiungsfront, die All-Amhara-Volksorganisation und die seit 1974 bestehende Äthiopische Demokratische Einheitspartei.

## Ergebnisse
Die politische Koalition Revolutionäre Demokratische Front der Äthiopischen Völker bestehend aus vier Parteien, so aus der Volksbefreiungsfront von Tigray, der National-Demokratischen Bewegung der Amharen, der Demokratischen Organisation des Oromovolkes und der Demokratischen Bewegung der Südäthiopischen Völker, gewann die Wahlen zum äthiopischen Parlament haushoch. Nur 46 der 548 Parlamentssitze fielen an die Opposition, 11 waren nicht zur Wahl angemeldet und 8 wurden parteilose Abgeordnete.

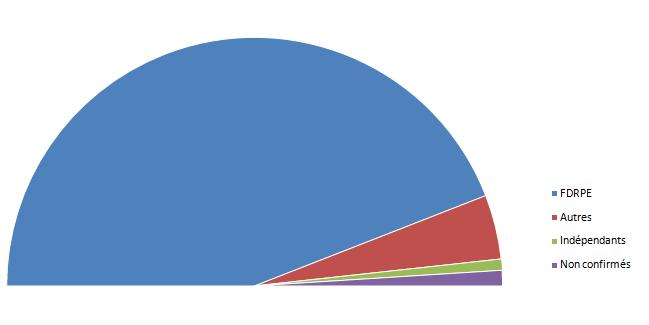
Wahlergebnisse:
Blau: EPRDF
Rot: Andere
Grün: Unabhängige
Violett: nicht registrierte

| Koalitionen und Parteien                                  | %      | Sitze |
| --------------------------------------------------------- | ------ | ----- |
| Revolutionäre Demokratische Front der Äthiopischen Völker | 88,1 % | 483   |
| Andere Parteien                                           | 8,4 %  | 46    |
| Fraktionslose                                             | 1,5 %  | 8     |
| Nicht eingetragene                                        | 2 %    | 11    |
| Gesamt                                                    | 100 %  | 548   |